# Tschadraabalyn Lodoidamba
Tschadraabalyn Lodoidamba (mongolisch Чадраабалын Лодойдамба; * 1917; † 11. Januar 1969) war ein mongolischer Schriftsteller und Dramatiker.

## Leben
Lodoidamba wurde als Sohn eines Viehhirten geboren, der als Volkserzähler bekannt war und den Jungen mit den Traditionen der mongolischen Folklore vertraut machte. Er wurde als Kind in ein Kloster gegeben, aus dem er später floh. Nach dem Schulbesuch in Ulan Bator absolvierte er die Arbeiterfakultät in Ulan-Ude (Burjatien/Russland), 1954 schloss er ein Studium der mongolischen Sprache und Literatur an der Staatsuniversität und 1959 eine Aspirantur in Moskau ab, wo er im Fach Kunstwissenschaften promovierte.
Lodoidamba war Vorsitzender des Afroasiatischen Solidaritätskomitees der Mongolischen Volksrepublik und von 1962 bis zu seinem Tod stellvertretender Kulturminister.

## Werk
Lodoidamba wurde bekannt mit seinen Erzählungen „Der Wolf mit der Mütze“ (1944) und „Wer ist schuld?“ (1947) sowie der umfangreichen, früher mitunter als Roman klassifizierten Erzählung „Im Altai“ (1949/51). Diese Arbeiten gehören zu den ganz wenigen Prosawerken der „dunklen Jahre“ (der Herrschaft Tschoibalsans von 1937/38 bis 1952), die bis heute Bestand haben. Es folgten die Erzählungen „Unsere Schule“ (1952) und „Ungebrochen“ (1959), in der die Hauptfigur trotz politischer Denunziation die innere Kraft findet, weiterzuleben und für Gerechtigkeit einzutreten. In der Erzählung „Solongo“ (1958/65, dt. 1976) schildert Lodoidamba sensibel die erste Liebe zwischen einem Mädchen und dem Ich-Erzähler. Auch spätere Erzählungen wie „Meine Bekannten“ (als Band 1962) und „Tschuluun“ (1965) bereicherten die mongolische Literatur dieser Jahre.
Lodoidambas Hauptwerk ist der zweibändige, dem Andenken seines Vaters gewidmete Roman „Der durchsichtige Tamir“ (1962/67, dt. 1978), der als „mongolische Antwort“ auf den „Stillen Don“, den großen Roman des sowjetischen Literatur-Nobelpreisträgers Michail Scholochow, gilt. Seinen nachhaltigen Erfolg verdankt dieses Werk, das lange als bedeutendster mongolischer Roman galt und in mehrere Sprachen übersetzt wurde, der vielschichtigen, sich über zwanzig Jahre erstreckenden Handlung, der psychologischen Durchdringung der Hauptgestalten und seinen stilistischen Qualitäten, die leider in der deutschen Übersetzung aus dem Russischen nicht immer deutlich werden.
Lodoidamba trat auch als Dramatiker hervor, der vor allem aus dem Alltag schöpfte und mit Komödien wie „Ihr könnt mir glauben“ (1961) und „Man darf hoffen“ (1962) erfolgreich war.

## Übersetzungen
- in: Erkundungen. 20 mongolische Erzählungen, (Ost-)Berlin 1976
- Tschadraabalyn Lodoidamba, Der durchsichtige Tamir, (Ost-)Berlin 1978